# Marina Kurcis
Marina Kurcis é psicóloga, gastrônoma e roteirista de quadrinhos. É cocriadora da webcomic Terapia (junto com Rob Gordon e Mario Cau), que ganhou em 2012 e 2014 o Troféu HQ Mix na categoria "web quadrinhos".